# Bryony Botha
Bryony Botha (Auckland, 4 de noviembre de 1997) es una deportista neozelandesa que compite en ciclismo en la modalidad de pista.
Participó en dos Juegos Olímpicos de París 2024, obteniendo una medalla de plata en la prueba de persecución por equipos (junto con Ally Wollaston, Emily Shearman y Nicole Shields), y el octavo lugar en Tokio 2020, en la misma prueba.
Ganó cinco medallas en el Campeonato Mundial de Ciclismo en Pista entre los años 2019 y 2024.

## Medallero internacional
| Juegos Olímpicos   | Juegos Olímpicos        | Juegos Olímpicos  | Juegos Olímpicos        |
| Año                | Lugar                   | Medalla           | Competición             |
| ------------------ | ----------------------- | ----------------- | ----------------------- |
| 2024               | París (Francia)         | Medalla de plata  | Persecución por equipos |
| Campeonato Mundial |                         |                   |                         |
| Año                | Lugar                   | Medalla           | Competición             |
| 2019               | Pruszków (Polonia)      | Medalla de bronce | Persecución por equipos |
| 2022               | Saint-Quentin (Francia) | Medalla de plata  | Persecución individual  |
| 2023               | Glasgow (Reino Unido)   | Medalla de plata  | Persecución por equipos |
| 2023               | Glasgow (Reino Unido)   | Medalla de bronce | Persecución individual  |
| 2024               | Ballerup (Dinamarca)    | Medalla de bronce | Persecución individual  |